# José Campos Julián
José Campos Julián (Manchones, 17 febbraio 1727 – La Plata, 25 marzo 1804) è stato un arcivescovo cattolico spagnolo.

## Biografia
Abbracciò la vita religiosa tra i carmelitani scalzi della provincia di Aragona-Valenza prendendo il nome di Giuseppe Antonio di Sant'Alberto ed emise la professione nel 1743.
Insegnò filosofia e teologia e fu predicatore; nel 1772 fu nominato procuratore generale dell'ordine a Madrid.
Fu eletto vescovo di Córdoba nel 1778 e giunse in Argentina nel 1780, venendo consacrato a Buenos Aires. Il 20 settembre 1784 fu trasferito alla sede metropolitana di La Plata.
A Córdoba fondò collegi per orfane e, per la loro cura, la congregazione delle terziarie carmelitane di Santa Teresa di Gesù; a La Plata istituì la congregazione dell'Oratorio facendo giungere preti filippini da Lima.
Nel 1800 fu proposto come vescovo di Almería, ma per le pressioni della popolazione di La Plata rimase in America, dove morì in fama di santità.

## Genealogia episcopale e successione apostolica
La genealogia episcopale è:
- Cardinale Scipione Rebiba
- Cardinale Giulio Antonio Santori
- Cardinale Girolamo Bernerio, O.P.
- Arcivescovo Galeazzo Sanvitale
- Cardinale Ludovico Ludovisi
- Cardinale Luigi Caetani
- Cardinale Ulderico Carpegna
- Cardinale Paluzzo Paluzzi Altieri degli Albertoni
- Cardinale Francesco Acquaviva d'Aragona
- Cardinale Carlos Borja Centellas y Ponce de León
- Arcivescovo Luis de Salcedo y Azcona
- Arcivescovo Andrés Mayoral Alonso de Mella
- Vescovo Felipe Beltrán Serrano
- Arcivescovo José Campos Julián, O.C.D.

La successione apostolica è:
- Vescovo Ángel Mariano Moscoso Pérez y Oblitas (1789)
- Vescovo Ramón José de Estrada y Orgas (1791)